# Labroides pectoralis
Labroides pectoralis là một loài cá biển thuộc chi Labroides trong họ Cá bàng chài. Loài cá này được mô tả lần đầu tiên vào năm 1975.

## Từ nguyên
Tính từ định danh của loài cá này, pectoralis, trong tiếng Latinh có nghĩa là "ngực", ám chỉ đốm đen trên gốc vây ngực của chúng.

## Phạm vi phân bố và môi trường sống
L. pectoralis có phạm vi phân bố rộng rãi ở Đông Ấn Độ Dương và Tây Thái Bình Dương. Loài cá này được ghi nhận ở ngoài khơi quần đảo Cocos (Keeling), đảo Giáng Sinh và bãi cạn Rowley (Úc), băng qua vùng biển quần đảo Mã Lai (trừ phần lớn đảo Borneo, phía đông Sumatra và phía bắc Java), mở rộng phạm vi đến nhiều đảo quốc, quần đảo thuộc châu Đại Dương (xa nhất là đến quần đảo Line và quần đảo Pitcairn); phạm vi phía bắc giới hạn đến quần đảo Ogasawara (Nhật Bản); phía nam trải dài dọc theo rạn san hô Great Barrier đến đảo Lord Howe.
L. pectoralis sống gần các rạn san hô viền bờ và các rạn san hô trong các đầm phá ở độ sâu khoảng từ 2 đến 28 m.

## Mô tả
Chiều dài cơ thể tối đa được ghi nhận ở L. pectoralis là 11 cm. L. pectoralis có thân mảnh, thuôn dài với phần mõm nhọn. Chúng có một đốm đen lớn đặc trưng ở gốc vây ngực. Cá trưởng thành có một dải sọc đen từ mõm băng qua mắt, kéo dài đến vây đuôi; dải sọc này mở rộng hơn khi đi qua thân sau. Lưng cũng có một dải đen mỏng hơn sọc thân. Đầu và thân trước có màu vàng, chuyển dần sang màu cam ở thân sau; ngực và bụng màu trắng, hơi ánh xanh lam. Môi màu đỏ cam. Đuôi hơi bo tròn, có viền màu xanh lam nhạt.
Số gai ở vây lưng: 9; Số tia vây mềm ở vây lưng: 10 - 12; Số gai ở vây hậu môn: 3; Số tia vây mềm ở vây hậu môn: 9 - 11; Số tia vây mềm ở vây ngực: 13.

## Sinh thái

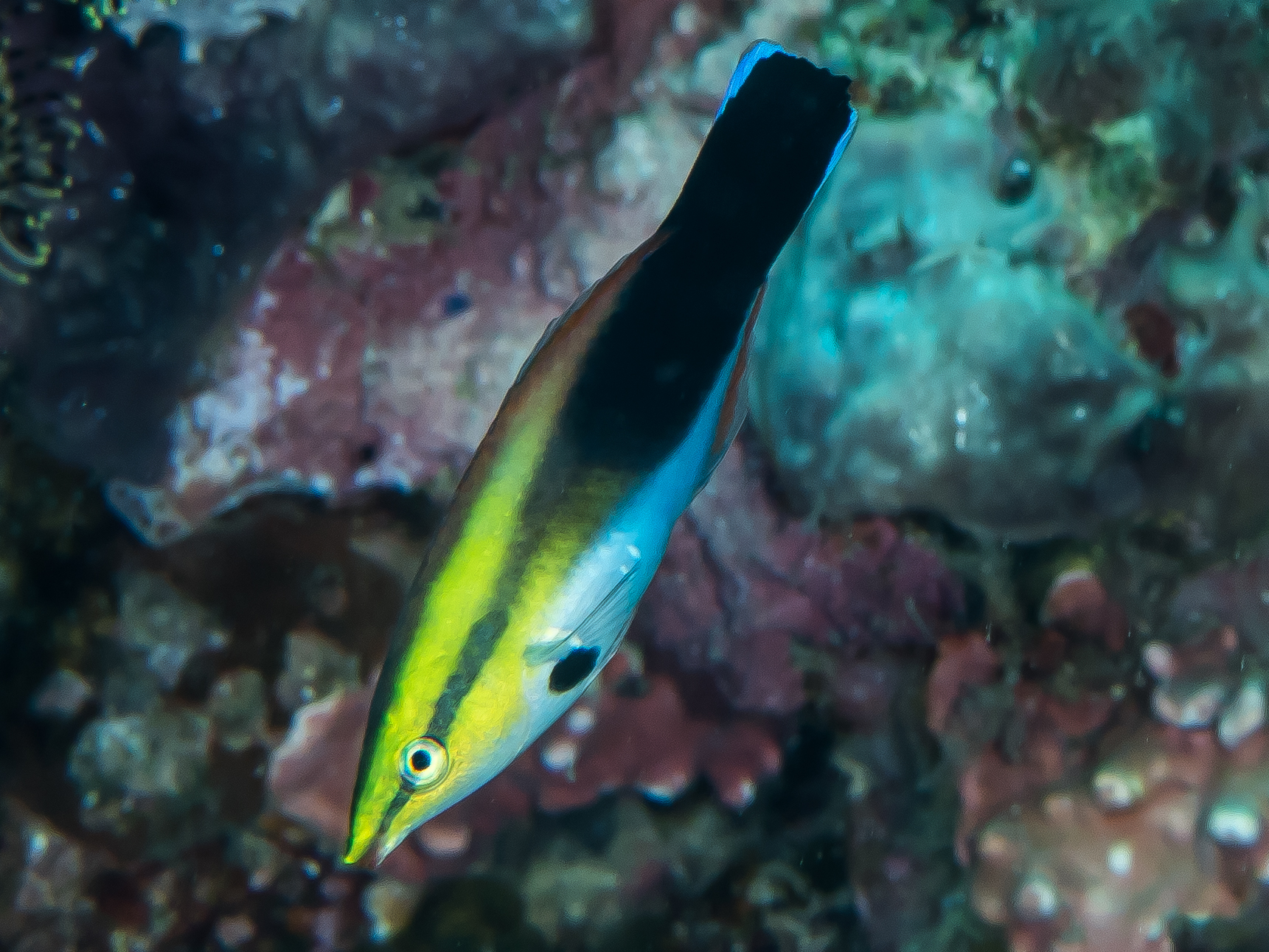
L. pectoralis

Các loài Labroides đều được gọi là cá dọn vệ sinh, vì chúng có chung một tập tính là ăn các loài ký sinh và mô chết bám trên cơ thể hoặc trong các khoang mang ở các loài động vật lớn hơn. Chúng sống đơn độc hoặc bơi theo cặp.

## Đánh bắt
L. pectoralis được xem là một loài cá cảnh, đặc biệt là vì hành vi dọn vệ sinh của chúng. Loài này cũng được đánh bắt khá phổ biến.